# 일인당 맥주 소비량에 따른 국가 목록

국가별 1인당 맥주 소비량(2018년).
≥ 125 리터
100–125 리터
75–100 리터
50–75 리터
< 50 리터

일인당 맥주 소비량에 따른 국가 목록(一人當麥酒消費量國家目錄, 영어: list of countries by beer consumption per capita)은 1인당 연간 맥주 소비량을 기준으로 구분한 국가들의 목록에 대한 문서이다. 일부 국가에 대해 정보가 제공되지 않은 것은 사용 가능한 출처로부터 제공되지 않았기 때문이다.

## 같이 보기
- 일인당 술 소비량에 따른 국가 목록